# استراتيجية تناوب الأدوار

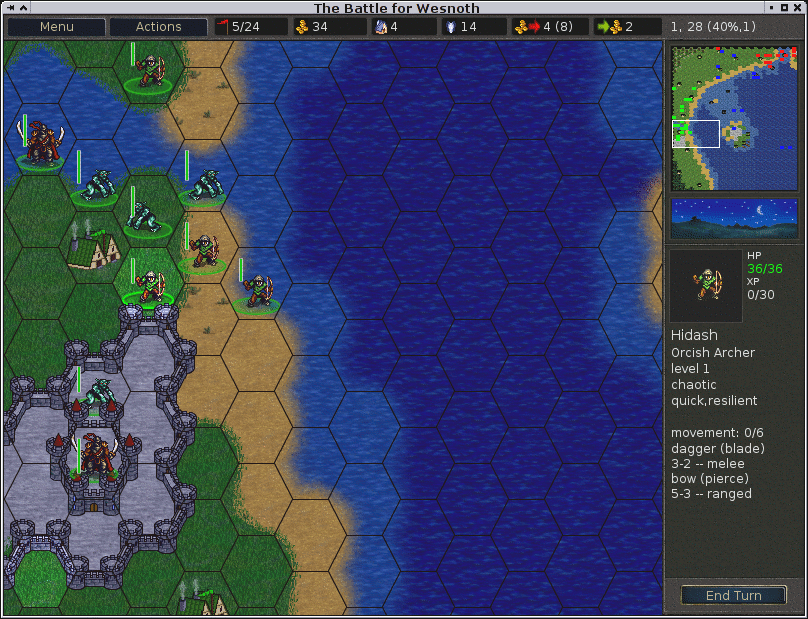
استراتيجية بناء القواعد البحرية هي أحد أنواع لعبة تناوب الأدوار.

استراتيجية تناوب الأدوار (بالإنجليزية: Turn-based strategy)‏ هي أحد أنماط الألعاب والتي تعتمد على تعاقب الأدوار بين اللاعبين. يتم تحديد الدور  إما بوقت معين أو بحركة أو مجموعة حركات. معظم ألعاب الألواح مثل مونوبولي وريسك والشطرنج تقع ضمن هذا النوع. هناك أيضا بعض الألعاب الإليكترونية التي تعتمد على هذا المبدأ مثل سيد الخواتم:تكتيك.